# الحباب بن زيد
الحباب بن زيد (المتوفي سنة 12 هـ) صحابي من بني بياضة من الخزرج، شهد غزوة أحد، وقُتل يوم اليمامة.